# Eluréd en Elurín
Eluréd en Elurín zijn personages uit de boeken van J.R.R. Tolkien. Hun vader is Dior Eluchíl en hun moeder Nimloth. Ze behoren tot de Halfelfen, omdat de Mens Beren hun grootvader is. Waarschijnlijk zijn ze tweelingbroers, hoewel dat niet expliciet vermeld wordt. Hun jongere zus heet Elwing.
Eluréd en Elurín zijn beiden vernoemd naar hun overgrootvader Elu Thingol, de koning van Doriath. Hun namen zijn Sindarijns voor respectievelijk "Erfgenaam van Elu" en "Herinnering van Elu".
De jongens wonen met hun ouders bij Tol Galen, maar wanneer Thingol gedood wordt door Dwergen, neemt Dior het koningschap over Doriath op zich in Menegroth. Zijn regering duurt kort, want na de dood van Thingol erft hij de Silmaril. Kort daarna proberen de zonen van Fëanor de Silmaril, die zij als hun eigendom beschouwen, met geweld in handen te krijgen. Bij dit treffen worden Dior en Nimloth gedood. Eluréd en Elurín worden door strijders van Celegorm, een zoon van Fëanor, in het bos achtergelaten om te verhongeren. Maedhros, de oudste zoon van Fëanor, betreurt deze daad en zoekt tevergeefs naar de jongens. Hun lot is onbekend volgens De Silmarillion.